# Vasboldogasszony
Vasboldogasszony is een plaats (község) en gemeente in het Hongaarse comitaat Zala. Vasboldogasszony telt 634 inwoners (2001).